# Gheorghe Tadici
Gheorghe Tadici (n. la 27 martie 1952, Piatra Neamț) este un antrenor român de handbal care antrenează echipa HC Zalău.
Tatăl său era angajat la Drumuri și Poduri și călătorea foarte mult în interes de serviciu. Urmându-și tatăl, Gheorghe Tadici a frecventat mai multe școli, iar liceul l-a făcut în trei localități, Dej, Jibou și Vișeu de Sus.
După absolvirea Facultății de educație fizică și sport din Cluj Napoca, în anul 1974, a antrenat timp de treizeci de ani echipa de handbal din Zalău, cu care a câștigat trei titluri naționale și cupa City Cup, în 1996. În 2005 a câștigat cu echipa națională medalia de argint la Campionatul Mondial din Rusia, iar în 2007 a ocupat locul 4 la Campionatul Mondial din Franța. În 2006 a preluat echipa Oltchim Râmnicu Vâlcea până în 2008, cu care a câștigat cinci trofee: titlul în Liga Națională, Cupa României, Supercupa României, Cupa Cupelor, Supercupa Europei, și a trecut în premieră de grupele principale ale Ligii Campionilor, în 2008. În prezent este din nou antrenor la Zalău.
Din 1996 el este cetățean de onoare al municipiului Zalău. În 2017 sala sporturilor din Zalău a fost numită în cinstea lui.